# Томилов, Иван Семёнович
Иван Семёнович Томилов (30 октября (11 ноября) 1873, Архангельская губерния — 1918, Онега) — учётчик по волостному правлению, депутат III Государственной думы от Архангельской губернии (1907—1912).

## Биография
Иван Томилов родился 30 октября (11 ноября) 1873 года в деревне Залесье Прилуцкой волости, расположенной в Онежском уезде (Архангельская губерния), в крестьянской семье. Иван учился в сельском училище Прилуцка — получил низшее образование. После окончания школы Томилов служил в столице «по лесному делу», получая одновременно дополнительное образование — проходил курс в коммерческом училище. С 1897 года, состоя членом биржевой артели, он «служил по экспорту леса и хлеба заграницу» в Рыбинске и Кронштадте.
Затем, в 1899—1900 годах, Томилов работал в Томске — был кассиром на Сибирской железной дороге. С 1901 года, вплоть до избрания в парламент, он был сборщиком «по казенной продаж питей» (акцизное ведомство) в Архангельской губернии, состоя вместе с тем и учётчиком волостного правления. Кроме того, Иван Семёнович занимался земледелием на 4,5 десятинах надельной земли. 19 октября 1907 года беспартийный, но примыкавший к кадетам, крестьянин И. Томилов был избран в Третью Государственную думу Российской империи от съезда волостных уполномоченных Архангельской губернии.

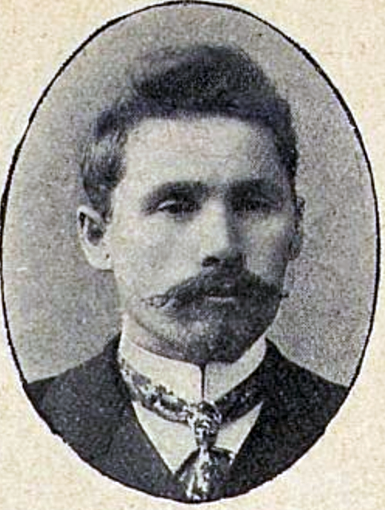
И. С. Томилов в 1909 году

В III Думе Томилов вошёл сначала во фракцию Конституционно-демократической партии, а затем (со второй сессии) — в Трудовую группу. Стал членом целого ряда думских комиссий: по рыболовству, по исполнению государственной росписи, по направлению законодательных предположений в Думу, для выработки законопроекта об изменении законодательства о крестьянах («крестьянской») и о мерах к упорядочении торговли хлебом. Являлся одним из наиболее активных «подписантов» Третьей Думы (наряду с трудовиками Ф. О. Кейнисом и А. Е. Кропотовым) — подпись Томилова стоит под законопроектами «Об обеспечении отдыха торгово-промышленных служащих», «Об изменении Положения о выборах в Г[ос]Д[уму]», «О введении земства в Сибири», «Об учреждении землеустроительных комиссий в степных областях», «Правила приема в высшие учебные заведения», «О найме торговых служащих», «Об изменении городского избирательного закона», «Об отмене смертной казни», «О наделении безземельных и малоземельных крестьян землей», «О распространении Земского положения на Область войска Донского» и «О порто-франко в устьях Оби и Енисея».
Именно Иван Томилов официально выразил решение всей Трудовой группы голосовать против проекта закона «Об учреждении Правил о съездах мукомолов», кроме того он настойчиво выступал за введение земства в родной губернии, а также за улучшение рыбных промыслов и совершенствование крестьянского землевладения. В период работы в Парламенте он устранялся на четыре заседания на основании статьи 38-й Учреждения Госдумы. После 1917 года Иван Семёнович Томилов был избран председателем Мурманского Совета, затем он участвовал в работе органов местного самоуправления в городе Онеге, где и скончался в 1918 году. Был похоронен в Онеге.

## Семья
По состоянию на 1907 год Иван Томилов был холост.